# Kristen Schaal
Kristen Schaal (født 24. januar 1978) er en amerikansk skuespiller.

## Tidlige liv
Schaal blev født i Longmont, Colorado. Hun kommer ud af en luthersk familie af hollandsk og tysk afstamning. Hun opvoksede på sin families kvæggård, i et landdistrikt nær Boulder. Hendes far er en bygningsarbejder og hendes mor er en sekretær. Schaal har en bror, David, der tre år ældre.  Hun er uddannet fra Northwestern University, og flyttede derefter til New York for at forfølge en komediekarriere. Fem år senere i 2005, blev hun optaget i magasinet New Yorks artikel "The Ten Funniest New Yorkers You've Never Heard Of". Kristen Schaal er ikke relateret til skuespillere Wendy Schaal og Richard Schaal.

## Filmografi
| År        | Titel                                    | Rolle                                        | Bemærkninger                                              |
| --------- | ---------------------------------------- | -------------------------------------------- | --------------------------------------------------------- |
| 2001      | Kate & Leopold                           | Miss Tree                                    | Filmdebut                                                 |
| 2001–2002 | The Education of Max Bickford            | Valerie Holmes                               | 3 episoder                                                |
| 2002–nu   | That's Our Joe                           | Skinner Frankheimer                          | Stemme, Vision 8 sæsoner                                  |
| 2004      | Law & Order: Special Victims Unit        | Abby                                         | Episode: Brotherhood                                      |
| 2004      | Poster Boy                               | Bookstore Lady #14                           |                                                           |
| 2005      | Adam & Steve                             | Ruth                                         |                                                           |
| 2005      | Cheap Seats: Without Ron Parker          | Emily                                        | Episode: Dog Show/World Beard and Mustache Championship   |
| 2006      | Conviction                               | Allie Rubinoff                               | Episode: Madness                                          |
| 2006      | The Calderons                            | Barbara                                      | TV film                                                   |
| 2006      | Delirious                                | Joelle                                       |                                                           |
| 2006      | Ugly Betty                               | Nancy                                        | Episode: Pilot                                            |
| 2006      | Six Degrees                              | Gail                                         | 2 episoder                                                |
| 2006      | Freak Show                               | Various                                      | Stemme, 7 episoder                                        |
| 2007      | Scott Bateman Presents                   | Earth's New Robot Overlord Trixie Tangway    | Stemme, 2 episoder                                        |
| 2007      | Norbit                                   | Event Organizer                              |                                                           |
| 2007      | Law & Order: Criminal Intent             | Alana Binder                                 | Episode: 30                                               |
| 2007      | Human Giant                              | Girl in Doritos Commercial                   | Episode: Lil 9-11                                         |
| 2007      | Mad Men                                  | Nannette                                     | Episode: Smoke Gets in Your Eyes                          |
| 2007      | Redeeming Rainbow                        | Nameless Drifter                             | TV film                                                   |
| 2007      | Comedy: Shuffle                          | Penelope/Prinsesse of Pets                   | Episode: Jocelyn Jee Esien                                |
| 2007      | How I Met Your Mother                    | Laura Girard                                 | Episode: The Platinum Rule                                |
| 2007–2009 | Flight of the Conchords                  | Mel                                          | 21 episodes                                               |
| 2008      | Aqua Teen Hunger Force                   | Tammy Tangerine (stemme)                     | As Frannie Hood, Episode: Bible Fruit                     |
| 2008      | The Whitest Kids U' Know                 | Hjemløs Kvinde                               | Episode: 2.9                                              |
| 2008      | Horrible People                          | Margaret                                     | 10 episodes                                               |
| 2008      | Never Mind The Buzzcocks                 | Sig selv                                     | Sæson 21 - Episode 4                                      |
| 2009      | Xavier: Renegade Angel                   | Frantic Spectator/Gamle Ryan's kone (stemme) | Episode: Going Normal                                     |
| 2009      | Comedy Central Presents                  | Herself                                      | Sæson 13 - Episode 24                                     |
| 2009      | Snake 'n' Bacon                          | Den grønne fe                                | TV film                                                   |
| 2009      | The Goods: Live Hard, Sell Hard          | Stewardesse Stacey                           |                                                           |
| 2009      | Cirque du Freak: The Vampire's Assistant | Gertha Teeth                                 |                                                           |
| 2009      | Comedy Showcase                          | Turist                                       | Episode: The Increasingly Poor Decisions of Todd Margaret |
| 2010      | Modern Family                            | Whitney                                      | Episode: "Fifteen Percent"                                |
| 2010      | When in Rome                             | Ilona                                        |                                                           |
| 2010      | Valentine's Day                          | Ms. Gilroy                                   |                                                           |
| 2010      | Comedy Lab                               | Penelope                                     | Episode: Penelope Princess of Pets                        |
| 2010      | Shrek Forever After                      | Græskar Heks/Palads Heks                     | Stemme                                                    |
| 2010      | Get Him to the Greek                     | Today Show Production Assistant              |                                                           |
| 2010      | Toy Story 3                              | Trixie                                       | Stemme                                                    |
| 2010      | Dinner for Schmucks                      | Susana                                       |                                                           |
| 2010      | Going the Distance                       | Kvindelig Bartender                          |                                                           |
| 2010      | FCU: Fact Checkers Unit                  | Paula                                        | Episode: One Groundhog Day Dog                            |
| 2010      | WordGirl                                 | Victoria Best (stemme)                       | Episode: Victoria Is the Best ... WordGirl?               |
| 2010      | Scared Shrekless                         | Gingerbread Girl                             | Stemme                                                    |